# Clava multicornis
Clava multicornis är en nässeldjursart som först beskrevs av Forskål 1775.  Clava multicornis ingår i släktet Clava och familjen Hydractiniidae. Arten är reproducerande i Sverige. Inga underarter finns listade i Catalogue of Life.

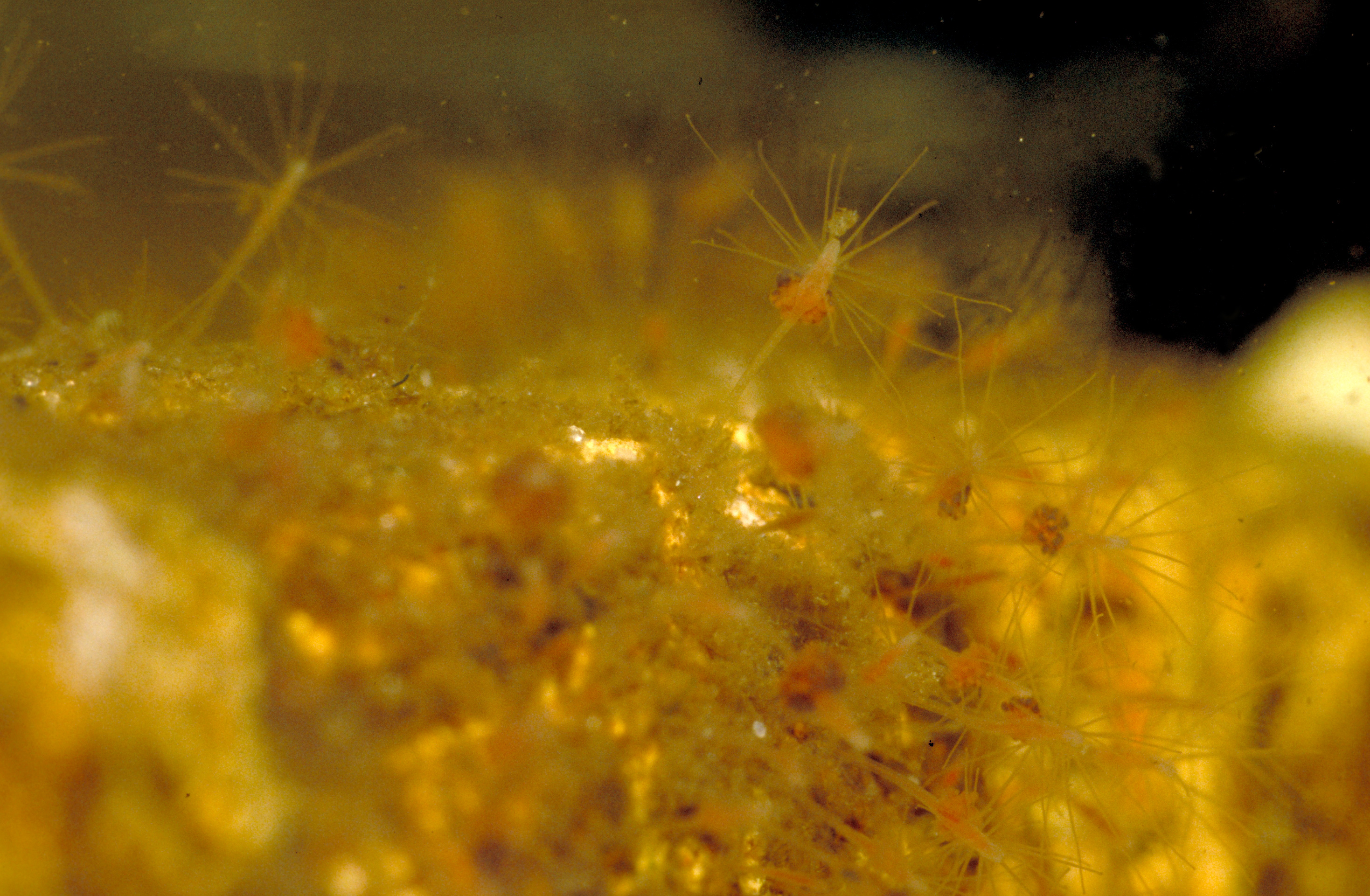
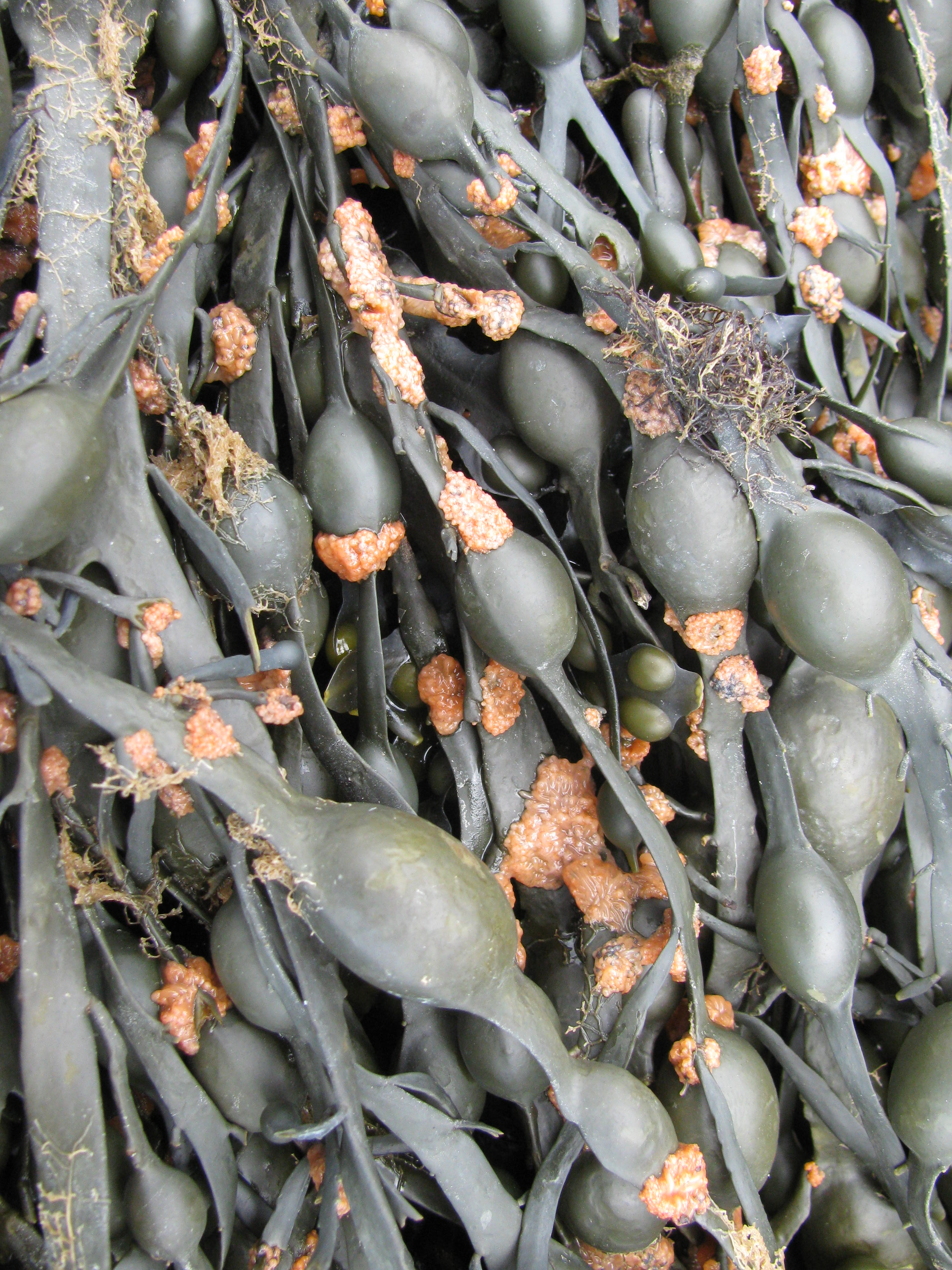